# Histoire militaire de la Nouvelle-Zélande pendant la Seconde Guerre mondiale

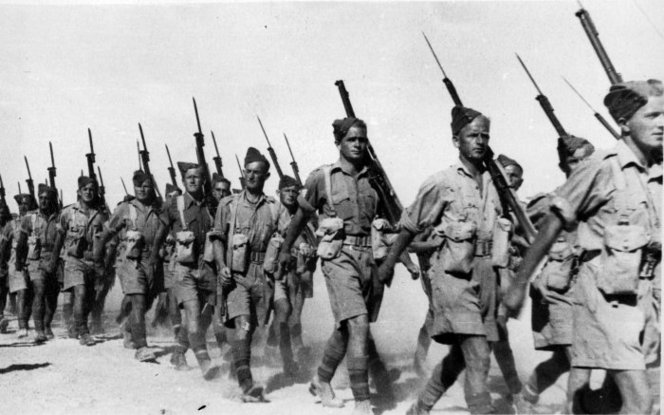
Des soldats du 2e NZEF (20e bataillon), compagnie C, défilent à Baggush, dans le royaume d'Égypte (septembre 1941).

L'histoire militaire de la Nouvelle-Zélande pendant la Seconde Guerre mondiale débute lorsque la Nouvelle-Zélande entre dans la Seconde Guerre mondiale en déclarant la guerre à l'Allemagne nazie le 3 septembre 1939.
Diplomatiquement, la Nouvelle-Zélande avait exprimé une vive opposition au fascisme en Europe et aussi à l'apaisement des dictatures fascistes. Des considérations économiques et défensives ont également motivé la participation de la Nouvelle-Zélande — la dépendance à l'égard de la Grande-Bretagne signifiait que les menaces contre la Grande-Bretagne devenaient également des menaces pour la Nouvelle-Zélande en termes de liens économiques et défensifs.

Il y avait également un lien sentimental fort entre l'ancienne colonie britannique et le Royaume-Uni, beaucoup considérant la Grande-Bretagne comme la « mère patrie » ou « la maison ». Le Premier ministre néo-zélandais de l'époque, Michael Joseph Savage, l'a résumé au début de la guerre lors d'une allocution le 5 septembre (largement écrite par le solliciteur général Henry Cornish) qui deviendra un slogan populaire en Nouvelle-Zélande pendant la guerre : 

« C'est avec gratitude dans le passé, et avec confiance dans l'avenir, que nous nous alignons sans crainte au côté de la Grande-Bretagne, où elle va, on y va ! Où elle se tient, nous nous tenons ! »

 La Nouvelle-Zélande a fourni du personnel pour le service dans la Royal Air Force (RAF) et dans la Royal Navy et était prête à accueillir des Néo-Zélandais sous commandement britannique. Des pilotes de la Royal New Zealand Air Force (RNZAF), dont beaucoup ont suivi le programme « Empire Air Training », ont été envoyés en Europe. Mais contrairement aux autres dominions, la Nouvelle-Zélande n'a pas insisté pour que ses équipages servent avec les escadrons RNZAF, accélérant ainsi le rythme auquel ils sont entrés en service. Et le Long Range Desert Group a été formé en Afrique du Nord en 1940 avec des volontaires néo-zélandais et rhodésiens ainsi que britanniques, mais ne comprenait aucun Australien pour la même raison.
Le gouvernement néo-zélandais mit la division néo-zélandaise de la Royal Navy à la disposition de l'Amirauté et mit à la disposition de la Royal Air Force 30 nouveaux bombardiers moyens Wellington en attente au Royaume-Uni pour expédition en Nouvelle-Zélande. L'armée néo-zélandaise a fourni la 2e Force expéditionnaire néo-zélandaise (2NZEF).

## Mobilisation intérieure

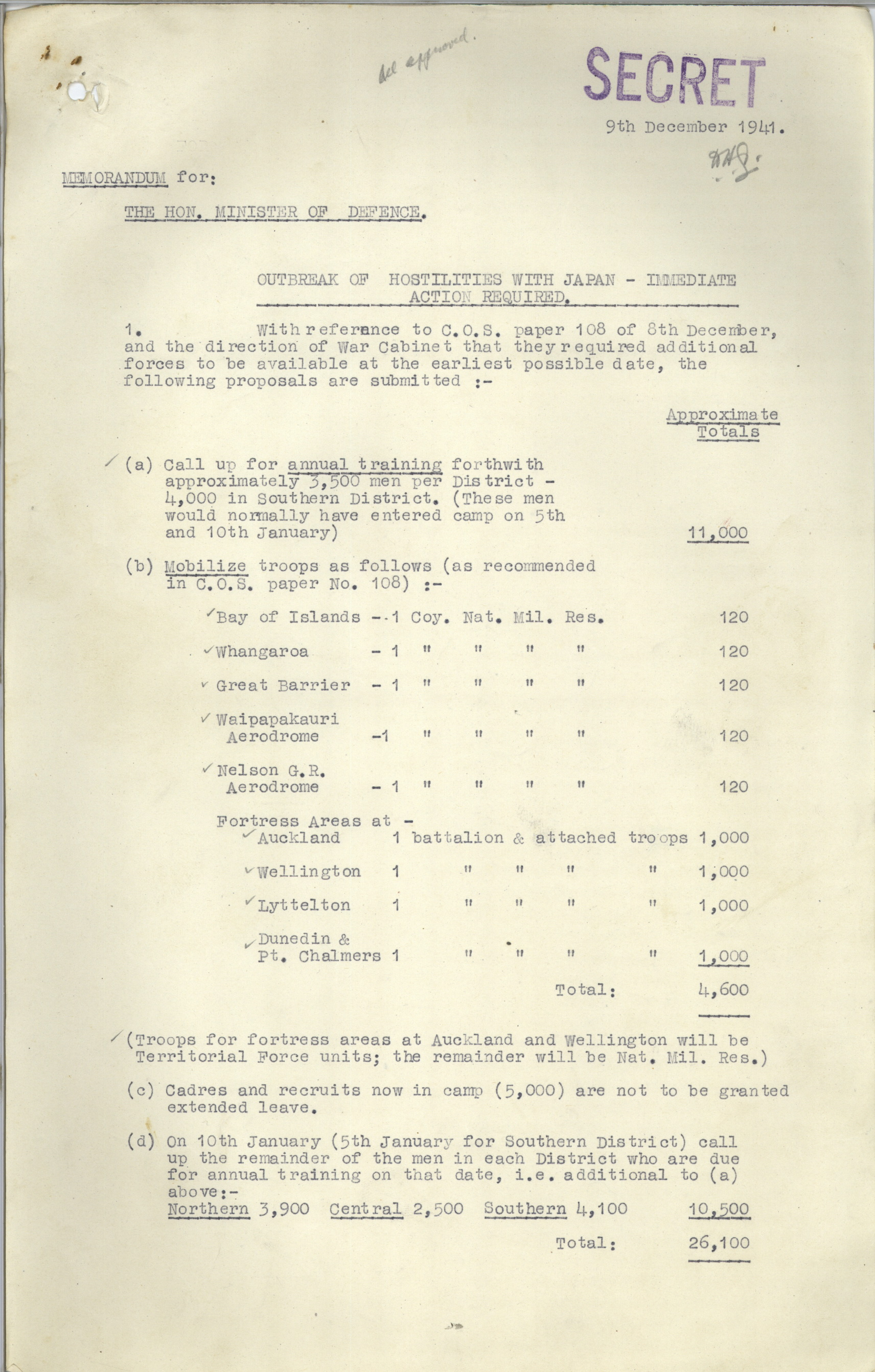
Mémorandum du 9 décembre 1941 prévoyant la mobilisation des troupes néo-zélandaises.

Au total, environ 140 000 militaires néo-zélandais ont servi outre-mer pour l'effort de guerre des Alliés et 100 000 hommes supplémentaires étaient armés pour des missions de garde dans le pays. À son apogée en juillet 1942, la Nouvelle-Zélande comptait 154 549 hommes et femmes mobilisés sous les drapeaux (à l'exception de la Home Guard) et à la fin de la guerre, 194 000 hommes et 10 000 femmes au total avaient servi dans les forces armées au pays et à l'étranger. Le recense de la population de la Nouvelle-Zélande en 1945 indiquant 1 747 679 habitants.
La conscription a été introduite en juin 1940 et le volontariat pour le service de l'armée a cessé à partir du 22 juillet 1940, bien que l'entrée dans l'Air Force et la Navy soit restée volontaire. Les difficultés à remplir les deuxième et troisième échelons pour le service outre-mer en 1939-1940, les désastres alliés de mai 1940 et la demande du public conduisirent à son introduction. Quatre membres du cabinet, dont le Premier ministre Peter Fraser, avaient été emprisonnés pour activités anti-conscription pendant la Première Guerre mondiale, le Parti travailliste y était traditionnellement opposé et certains membres exigeaient toujours la « conscription des richesses devant les hommes ». À partir de janvier 1942, les travailleurs pourraient être dirigées vers (ou de force) dans les industries essentielles à l'effort de guerre.
L'accès aux importations était entravé et le rationnement rendait certaines choses très difficiles. Les pénuries de carburant et de caoutchouc ont été surmontées grâce à de nouvelles approches. En Nouvelle-Zélande, l'industrie est passée des besoins civils à la fabrication de matériel de guerre à une échelle beaucoup plus grande que ce qui est communément admis aujourd'hui. La Nouvelle-Zélande et l'Australie ont fourni l'essentiel des denrées alimentaires aux forces américaines dans le Pacifique Sud, sous forme de prêt-bail inversé. Avec des engagements antérieurs de fournir de la nourriture à la Grande-Bretagne, cela a conduit à la fois la Grande-Bretagne et l'Amérique (MacArthur) à se plaindre de la nourriture allant à l'autre allié (et la Grande-Bretagne commentant les allocations de rationnement beaucoup plus généreuses pour les soldats américains ; le général Marshall a admis que la viande ration était trop importante, tout en ne constatant pas la ration fixée par le Congrès). En 1943, la crise de la main-d'œuvre engendre le retrait de la troisième division du Pacifique. Pour atténuer les pénuries de main-d'oeuvre dans le secteur agricole, la New Zealand Women's Land Army (en) a été créée en 1940 ; au total, 2 711 femmes ont servi dans des fermes de toute la Nouvelle-Zélande pendant la guerre,.
À l'hiver 1944, le gouvernement a accéléré les travaux sur les quais et les installations de réparation à Auckland et Wellington à la suite d'une demande britannique, pour compléter les bases et les chantiers de réparation en Australie nécessaires à la British Pacific Fleet.

## Forces terrestres

### Campagne grecque
Les autorités néo-zélandaises ont déployé la 2e Force expéditionnaire néo-zélandaise pour le combat dans trois étapes — tous initialement destinés à l'Égypte, mais un fut détourné vers l'Écosse (il y arriva en juin 1940) après l'invasion allemande de la France. En avril 1941, après une période d'entraînement en Égypte, la 2e division néo-zélandaise du 2NZEF, stationnée en Égypte, est déployée pour prendre part à la défense de la Grèce contre l'invasion des troupes italiennes, puis contre les forces allemandes rejoignant l'invasion. Cette défense combattant aux côtés d'unités britanniques et australiennes — le contingent du Commonwealth de la taille d'un corps sous le commandement du général britannique Henry Maitland Wilson, connu sous le nom de « W Force », soutenait une armée grecque affaiblie.
Alors que les panzers allemands entamaient une avancée rapide en Grèce le 6 avril, les troupes britanniques et du Commonwealth se retrouvèrent débordées et forcées de battre en retraite. Le 9 avril, la Grèce avait été contrainte de se rendre et les 40 000 soldats de la « W Force » ont commencé un retrait du pays vers la Crète et l'Égypte, les dernières troupes néo-zélandaises étant parties le 29 avril.
Le corps expéditionnaire britannique envoyé par W. Churchill (Imperial Expeditionary Force IEF) pour défendre la Grèce comprenait également des troupes du Corps d'armée australien et néo-zélandais (ANZAC). Pendant la retraite des troupes britanniques (jusqu'au 28 avril 1941) les Australiens et les Néo-Zélandais s'illustrèrent brillamment notamment aux Thermopyles face à la division Adolf Hitler pour permettre le réembarquement des troupes de l'IEF à partir des plages du Péloponnèse en direction de la Crète. Pour la seconde fois (après Dunkerque en 1940) une armée anglaise était chassée du continent européen. Bien que 80 % des effectifs aient pu être évacués, les pertes furent sévères. Parmi les 12 000 hommes perdus, on comptait 900 morts (dont 600 de l'ANZAC).
Au cours de cette brève campagne, les Néo-Zélandais déplorèrent 261 hommes tués, 1 856 capturés et 387 blessés.

### Crète
Deux des trois brigades de la 2e division néo-zélandaise avaient évacué la Grèce pour la Crète (la troisième brigade et le quartier général de la division rejoindront Alexandrie). Les Néo-Zélandais ont renforcé la garnison de Crète pour un total de 34 000 soldats britanniques et du Commonwealth (dont 25 000 évacués de Grèce) aux côtés de 9 000 soldats grecs (voir l'ordre de bataille de la Crète pour plus de détails). Évacué en Crète le 28 avril (après avoir ignoré un ordre de départ le 23 avril), le général néo-zélandais Freyberg devint commandant des forces alliées en Crète le 30. Des interceptions ultra de signaux allemands avaient déjà alerté les commandants alliés sur les plans allemands d'envahir la Crète par des Fallschirmjäger (parachutistes de la Luftwaffe). Fort de cette connaissance, le général Freyberg commença à préparer les défenses de l'île, gêné par le manque d'équipements modernes et lourds, car les troupes grecques n'avaient dans la plupart des cas dû partir qu'avec leurs armes personnelles. Freyberg fut toujours confronté à la dure perspective qu'une unité des parachutistes légèrement équipés pourraient submerger les défenses de l'île. Quant aux Allemands, leurs plans sous-estimèrent les chiffres des défenses grecs, britanniques et du Commonwealth, tout en présumant à tort l’accueil que réserverait la population crétoise vis-à-vis de l'invasion.
L'opération Merkur a débuté le 20 mai vers 20 h 15 lorsque la Luftwaffe allemande déploya les Fallschirmjäger autour de l'aérodrome de Máleme et de la région de La Canée, par parachutage et en planeurs. La plupart des forces néo-zélandaises ont été déployées autour de cette partie nord-ouest de l'île. En compagnie des troupes britanniques et grecques, les forces ont fait de lourdes pertes lors des premières attaques allemandes. Malgré un échec presque total pour leurs troupes de débarquement à l'est de l'aérodrome et dans la région des Galatas, les Allemands ont pu prendre pied en milieu de matinée à l'ouest de l'aérodrome de Máleme (zone de la 5e Brigade) — le long du lit de la rivière Tavronitis et dans la vallée d'Ayia à l'est (secteur de la 10e Brigade — surnommé « Prison Valley »).

#### Máleme

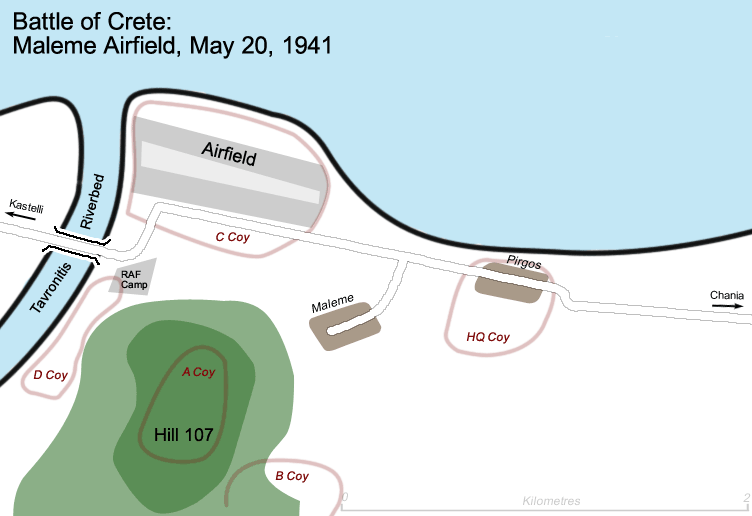
Carte des positions du 22e bataillon néo-zélandais (2e division) à Máleme lors de la bataille de Crète (20 mai 1941).

Au cours de la matinée, le bataillon néo-zélandais de 600 hommes, qui défendait l'aérodrome de Máleme, vit sa situation s'aggraver rapidement. Le bataillon avait perdu le contact téléphonique avec le quartier général de la brigade ; le quartier général du bataillon (à Pirgos) avait perdu le contact avec les compagnies C et D, stationnées sur la piste d'atterrissage et le long du côté Tavronitis de la colline 107 (voir carte). Le commandant du bataillon, le lieutenant-colonel Leslie Andrew, n'avait aucune idée de la position de l'ennemi parachuté à son ouest, car ses postes d'observation manquaient de postes sans fil. Tandis qu'un peloton de la Compagnie C situé au nord-ouest de l'aérodrome, le plus proche de la mer, a réussi à repousser les attaques allemandes le long de la plage, les attaques sur le pont de Tavronitis par les Fallschirmjäger ont réussi à écraser les positions les plus faibles et à capturer le camp de la Royal Air Force.
Ne sachant pas si les compagnies C et D avaient été dépassées, et avec des mortiers allemands tirant depuis le lit de la rivière, le colonel Andrew (avec un contact sans fil fiable) a ordonné le tir de signaux blancs et verts — le signal d'urgence désigné pour le 23e bataillon (au sud-est de Pirgos), sous le commandement du colonel Leckie, afin de contre-attaquer. Après plusieurs échecs, le contact a été établi à 17 h 00 avec le brigadier James Hargest au quartier général de la 2e Division néo-zélandaise. Celui-ci répondit qu'il combattait des parachutistes dans sa propre région, une affirmation faussé et invérifiable.
Face à une situation apparemment désespérée, le colonel Andrew joua son atout — le déploiement de deux chars Matilda pour contre-attaquer en compagnie du peloton d'infanterie de réserve et quelques artilleries supplémentaires devenus fantassins. Celle-ci échoua — un char dut faire demi-tour après avoir rencontré des problèmes techniques (la tourelle ne pivotait pas correctement) et le second ignora les positions allemandes dans le camp de la RAF et le bord de l'aérodrome, se dirigeant directement vers le lit de la rivière. Stoppé par un rocher et confronté aux mêmes difficultés techniques que le premier Matilda, l'équipage abandonna le blindé tandis que l'infanterie exposée fut repoussée par les Fallschirmjäger.
Vers 18 h, l'échec de la mission a été signalé au brigadier Hargest où la perspective d'un retrait fut de plus en plus inévitable. Le colonel Andrew a été informé qu'il pouvait battre en retraite s'il le souhaitait, avec la fameuse réponse « Eh bien, si vous devez, vous devez ». Cependant, deux compagnies (compagnie A, 23e bataillon et compagnie B, 28e bataillon) furent envoyées pour renforcer le 22e bataillon. Pour le colonel Andrew, la situation fut critique : les munitions s'épuisaient, les renforts promis n'arrivèrent pas (compagnie s'étant perdu, l'autre n'étant tout simplement pas arrivé aussi vite que prévu) et il n'avait toujours aucune idée de l'état des compagnie C et D. Les deux compagnies en question résistaient en effet fortement sur l'aérodrome et au-dessus du lit de la rivière Tavronitis, infligeant aux Allemands des pertes bien plus importantes qu'elles n'en avaient subies. À 21 h 00, Andrew a pris la décision d'effectuer un repli partiel et, une fois celui-ci effectué, un retrait complet des positions des 21e et 23e bataillon à l'est. À minuit, les hommes du 22e bataillon avaient tous quitté la région de Máleme, à l'exception des compagnies C et D s'étant retirées tôt le matin du 21 mai.
Cela a permis aux troupes allemandes de saisir le terrain d'aviation proprement dit sans opposition et de prendre des positions à proximité pour renforcer leur emprise sur celui-ci. Les avions de transport Junkers Ju 52, assistés par les Fallschirmjäger et les troupes de la 5e division de montagne, capturèrent ainsi les munitions et fournitures alliés. Malgré la piste d'atterrissage sous le feu d'artillerie britannique direct, plusieurs débarquement pour un renforcement substantiel a été effectué. Le 21 mai, le village de Máleme a été attaqué et capturé, malgré une contre-attaque mise en place par les 20e bataillon (en compagnie de renforts du bataillon australien 2/7), 28e bataillon (maori) et ultérieurement le 21e bataillon. L'attaque a été entravée par des problèmes de communication et la 5e Brigade s'est repliée sur une nouvelle ligne à Plataniás, laissant Máleme en sécurité entre les mains des Allemands, leur permettant de constituer librement leurs forces dans cette région.

#### Galatas
Dans la nuit du 23 mai et le matin du 24 mai, la 5e Brigade s'est de nouveau repliée dans la zone près de Daratsos, formant une nouvelle ligne de front allant de Galatas à la mer. Le 18e bataillon, relativement épargné, a remplacé les troupes usées de Máleme et Plataniás, déployant 400 hommes sur un front de deux kilomètres.
Galatas avait été attaqué le premier jour de la bataille — les Fallschirmjäger et des planeurs avaient atterri autour de La Canée et de Galatas, subissant des pertes extrêmement lourdes. Après un repli dans « Prison Valley » et un rassemblement autour de la prison d'Ayia, les troupes allemandes ont repoussé une contre-attaque confuse de deux compagnies du 19e bataillon et de trois chars légers. Pink Hill (nommée ainsi pour la couleur de son sol), un point crucial sur les hauteurs des Galatas, fut attaquée à plusieurs reprises par les Allemands ce jour-là, et remarquablement défendue par la Division Petrol Company, avec l'aide de soldats grecs, bien qu'à un coût élevé pour les deux adversaires.
La compagnie comprenait des troupes de soutien mal armées, principalement des chauffeurs et des techniciens, et à la fin de la journée, tous leurs officiers et la plupart de leurs sous-officiers avaient été blessés. Ceux-ci se retirèrent au crépuscule. Le deuxième jour, les Néo-Zélandais ont attaqué à proximité de Cemetery Hill afin de réduire la pression de leur ligne de front. Étant obligé de se retirer car étant trop exposée, la colline devint un no man's land comme l'était Pink Hill, soulageant ainsi le front néo-zélandais.

Le troisième jour, le 22 mai, des soldats allemands ont capturé Pink Hill. La Petrol Company et une réserve d'infanterie préparèrent une contre-attaque, sitôt devancé par un incident notable — comme le souligne Driver A. Pope : 

« Hors des arbres est sorti [Capitaine] Forrester, vêtu d'un short, un long maillot jaune de l'armée descendant presque jusqu'au bas du short, en laiton poli et brillant, ceinture en toile en place et agitant son revolver dans sa main droite [...] C'était un spectacle des plus inspirants. Forrester était à la tête d'une foule de Grecs désordonnée, dont des femmes ; un Grec équipait un fusil de chasse avec un couteau à pain à pointe dentelée attaché comme une baïonnette, d'autres avaient des armes anciennes de toutes sortes. Sans hésitation, ce groupe grossier, avec Forrester en tête, a sauté par-dessus un parapet en fonçant tête baissée au sommet de la colline. Les [Allemands] ont fui. »

 Les quatrième et cinquième jour ne comportaient que des escarmouches entre les deux forces. Des raids aériens de la Luftwaffe ont ciblé Galatas le 25 mai à 8 h 00, 12 h 45 et 13 h 15, l'attaque ayant lieu vers 14 h 00. 100 Mountain et 3 Parachute Regiment ont attaqué Galatas et les hauteurs qui l'entourent, tandis que deux bataillons du 85e Mountain Regiment ont attaqué vers l'est, dans le but d'isoler la ville de La Canée. Les défenseurs néo-zélandais, bien que préparés, souffraient d'un désavantage : le 18e bataillon de 400 hommes, était la seule formation d'infanterie fraîche sur la ligne — le reste était des groupes non-infanterie comme la Petrol Company et le Composite Battalion. Les combats ont été violents, en particulier le long du nord de la ligne, et les pelotons et les compagnies ont été contraints de battre en retraite. Le brigadier Lindsay Merritt Inglis (en), grâce à l'appui du 23e bataillon demandé en renfort, parvint à stabiliser le nord de la ligne avec un groupe improvisé de renforts rassemblés au quartier général de la brigade. Au sud de Galatas, seuls le 18e bataillon et la Petrol Company firent face à l'ennemi, avant de se replier. Le 19e bataillon, seule formation encore en combat sur Pink Hill, emboîta le pas peu après.
À la tombée de la nuit, les troupes allemandes avaient occupé Galatas, le lieutenant-colonel Howard Kippenberger (en) préparant lui une contre-attaque. Deux chars ont conduit deux compagnies du 23e bataillon à Galatas à un rythme soutenu — des tirs nourris ont été rencontrés. Tandis que les chars avançaient vers la place de la ville, l'infanterie nettoya l'intérieur de chaque maisons occupées par les soldats allemands, avant de rejoindre les blindés, dont un fut mis hors de combat par le feu allemand provenant principalement d'un côté de la place. Une charge à baïonnette menée par les troupes néo-zélandaises dégagea l'opposition allemande. Les patrouilles étouffèrent la résistance dans la zone de la ville — excepté un petit bastion d'un quartier, Galatas fut de retour aux mains de la Nouvelle-Zélande.
Une conférence entre le brigadier Inglis et ses commandants parvint à un consensus sur le fait de mener une nouvelle contre-attaque alliées de toute urgence, faute de quoi la Crète tomberait aux mains des Allemands. Malgré des combats acharnés menés jusqu'à présent, le 28e bataillon (maori) fut considéré comme le seul bataillon « frais » disponible et le seul capable de mener une telle attaque. Leur commandant était prêt à monter l'attaque malgré la difficulté, avant qu'un représentant envoyé par le brigadier Edward Puttick (en) au quartier général de la 2e division néo-zélandaise ne déconseille une telle attaque de peur de ne pas pouvoir maintenir la ligne par la suite. Celle-ci fut par la suite abandonnée, tout comme Galatas, sa position étant beaucoup trop vulnérable pour être maintenue. Face à la ligne de position intenable, les forces se replièrent donc à nouveau, formant une ligne allant de la côte à Perivolia et Mourniés, près de la 19e brigade australienne.

### Afrique du Nord

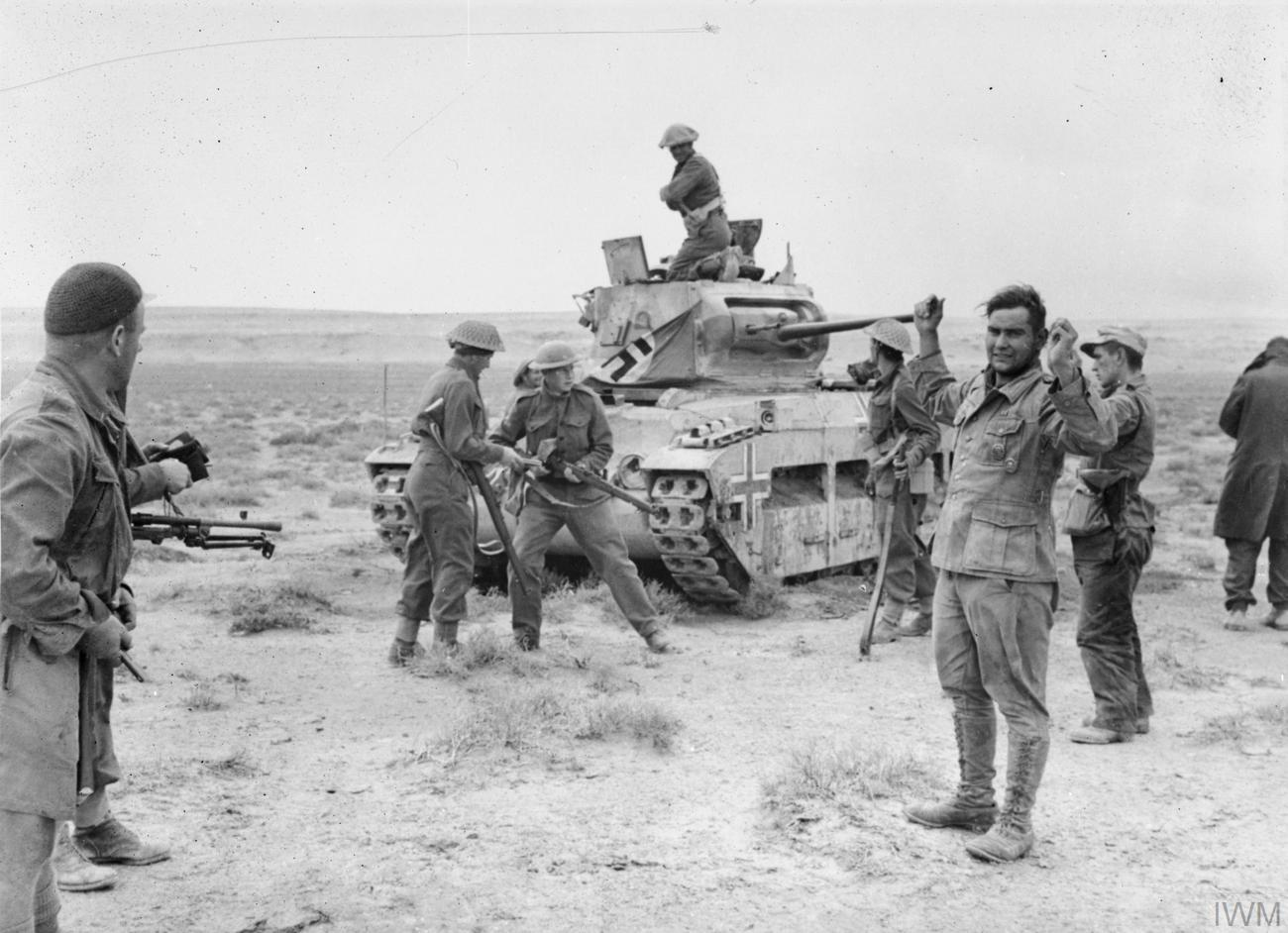
Des soldats néo-zélandais reprennent un char Matilda et font prisonnier son équipage allemand lors de l'opération Crusader, le 3 décembre 1941.

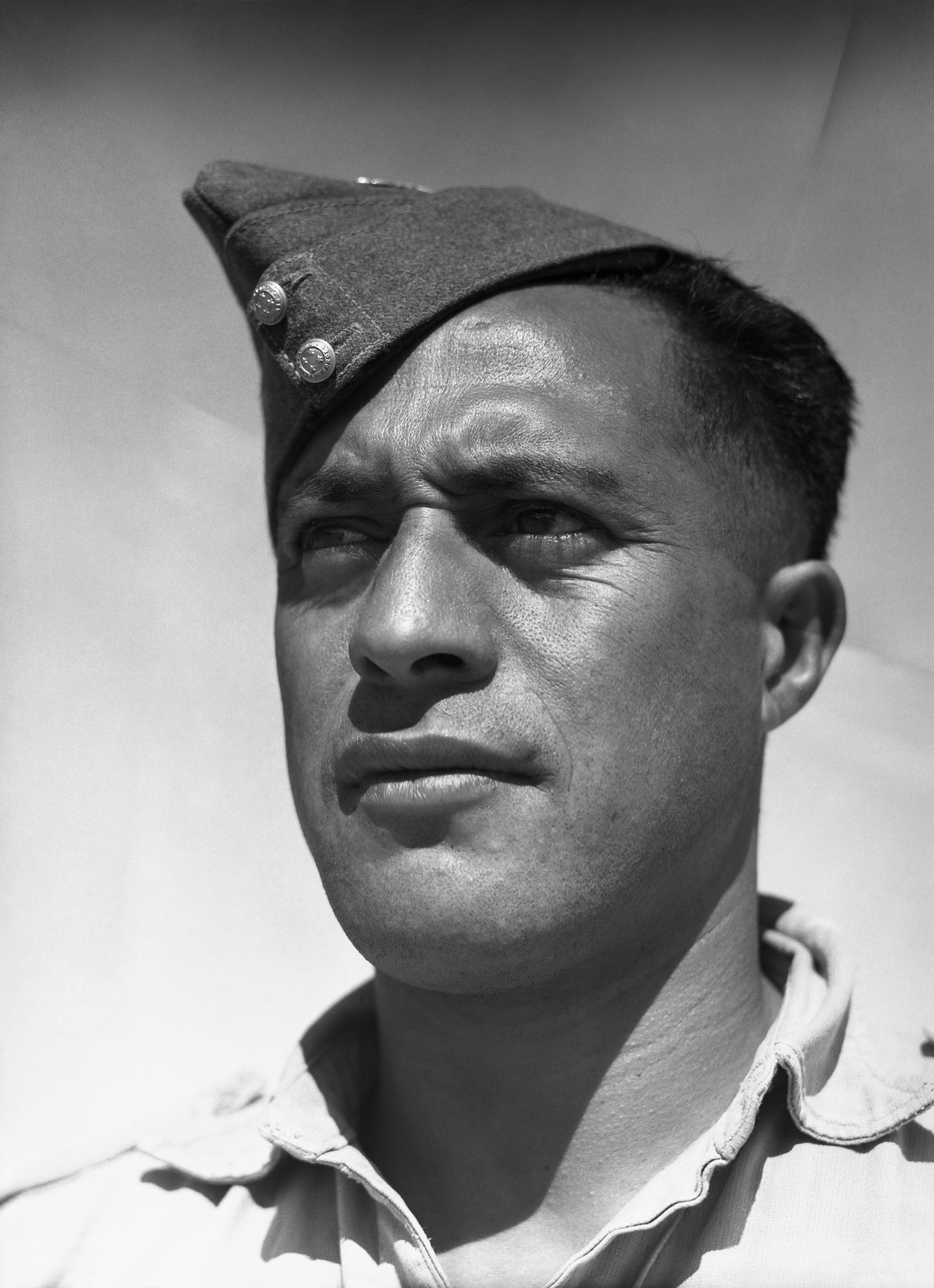
Sergent Haane Manahi, du peuple Maoris (Nouvelle-Zélande), de la tribu des Te Arawa et Ngati Raukawa, vers Maadi en Égypte, pour la Nouvelle-Zélande pendant la Seconde Guerre Mondiale. Juin 1943.

Alors que les soldats néo-zélandais formaient la majorité du personnel du Long Range Desert Group lors de sa formation en 1940, et qu'un petit nombre d'unités de transport et de signalisation néo-zélandaises ont soutenu l'opération Compass dans le désert occidental en décembre 1940, ce n'est qu'en novembre 1941 que la 2e division néo-zélandaise s'implique pleinement dans la campagne nord-africaine. Après son évacuation de Crète, la division s'est regroupée dans son camp près de Maadi, au pied des pentes désertiques de Wadi Digla et Tel al-Maadi. Des renforts arrivèrent de Nouvelle-Zélande pour renforcer la division et la formation, interrompue depuis le déploiement en Grèce et en Crète.
Le 18 novembre 1941, l'opération Crusader est lancée pour lever le siège de Tobrouk, sous le commandement du lieutenant-général Alan Gordon Cunningham et la 2e division néo-zélandaise (intégrée à la 8e armée britannique) participe à l'offensive, traversant la frontière libyenne en Cyrénaïque. L'opération Crusader fut un succès global pour les Britanniques, bien que l'Afrika Korps d'Erwin Rommel ait infligé de lourdes pertes avant que ses unités affaiblies et sous-approvisionnées ne se retirent à El Agheila et ne stoppent l'avance britannique. Les troupes néo-zélandaises ont été celles qui ont soulagé Tobrouk après des combats autour de Sidi Rezegh, où les chars de l'Axe infligèrent de lourdes pertes contre plusieurs bataillons d'infanterie néo-zélandais. En février 1942, l'opération étant achevée, le gouvernement néo-zélandais insista pour un redéploiement de la division en Syrie, affaiblie par la perte de 879 hommes, 1 700 étant blessés. Il s'agit de la bataille la plus sanglante menée par la 2e division néo-zélandaise pendant la Seconde Guerre mondiale.
Le 14 juin 1942, les généraux rappellent les Néo-Zélandais de leurs fonctions d'occupation en Syrie, l'Afrika Korps ayant percé Gazala et capturé Tobrouk. Les Néo-Zélandais, mis sur la défense, se sont retrouvés encerclés à Minqar Qa'im, avant de parvenir à s'échapper grâce aux combats au corps à corps brutalement efficaces de la 4e brigade. Les forces britanniques ont empêché l'avance de Rommel d'atteindre Alexandrie, Le Caire et le canal de Suez lors de la première bataille d'El Alamein, où les troupes néo-zélandaises ont capturé la crête de Ruweisat lors d'une attaque nocturne réussie. Cependant, ils n'ont pas pu avancer leurs armes antichars et, plus important encore, les blindés britanniques n'ont pas avancé pour soutenir les soldats. De lourdes pertes ont été subies par les deux brigades néo-zélandaises impliquées, attaqués par les blindés allemands. Plusieurs milliers d'hommes ont été faits prisonniers ; Charles Upham a notamment obtenu une barrette pour sa Croix de Victoria durant cette bataille.
La 8e armée, étant désormais placée sous le commandement du lieutenant-général Bernard Montgomery, a lancé une nouvelle offensive le 23 octobre contre les forces de l'Axe au point mort lors de la seconde bataille d'El Alamein. La première nuit, dans le cadre de l'opération Lightfoot, la 2e division néo-zélandaise (en compagnie des divisions britanniques), se déplaçait à travers les champs de mines de l'Axe, les démineurs dégageant les routes pour les chars britanniques suivant à l'arrière. Les Néo-Zélandais ont réussi à capturer leurs objectifs sur la crête de Miteiriya. Le 2 novembre, l'attaque s'étant enlisée, Montgomery a lancé une nouvelle percée au sud des lignes de front — l'opération Supercharge — dans le but ultime de détruire l'armée de l'Axe. La 2e division néo-zélandaise, expérimentée, fut nommé pour réaliser la charge initiale — répétant le même genre d'attaque menée durant l'opération Lightfoot précédente. La division en sous-effectif ne pouvant accomplir seule cette mission, fut détachée avec deux brigades britanniques. La ligne allemande fut percée par des blindés britanniques et, le 4 novembre, l'Afrika Korps, face à la perspective d'une déroute complète, battra habilement en retraite.
Les Néo-Zélandais continuèrent à avancer avec la 8e armée à travers la campagne de Tunisie, refoulant l'Afrika Korps en Tunisie après la Seconde bataille d'El Agheila, les combattant notamment à Médenine, Tebaga Gap et Enfidaville. Le 13 mai 1943, la campagne nord-africaine prend fin avec la reddition des 275 000 dernières troupes de l'Axe en Tunisie. Le 15 mai, la division débuta un retrait en Égypte et, au 1er juin, ceux-ci débarquèrent à Maadi et à Helwan, en attente de déploiement en Europe.
Les pertes totales de la 2e division néo-zélandaise depuis novembre 1941 s'élèvent à 2 989 tués, 7 000 blessés et 4 041 faits prisonniers.

### Italie

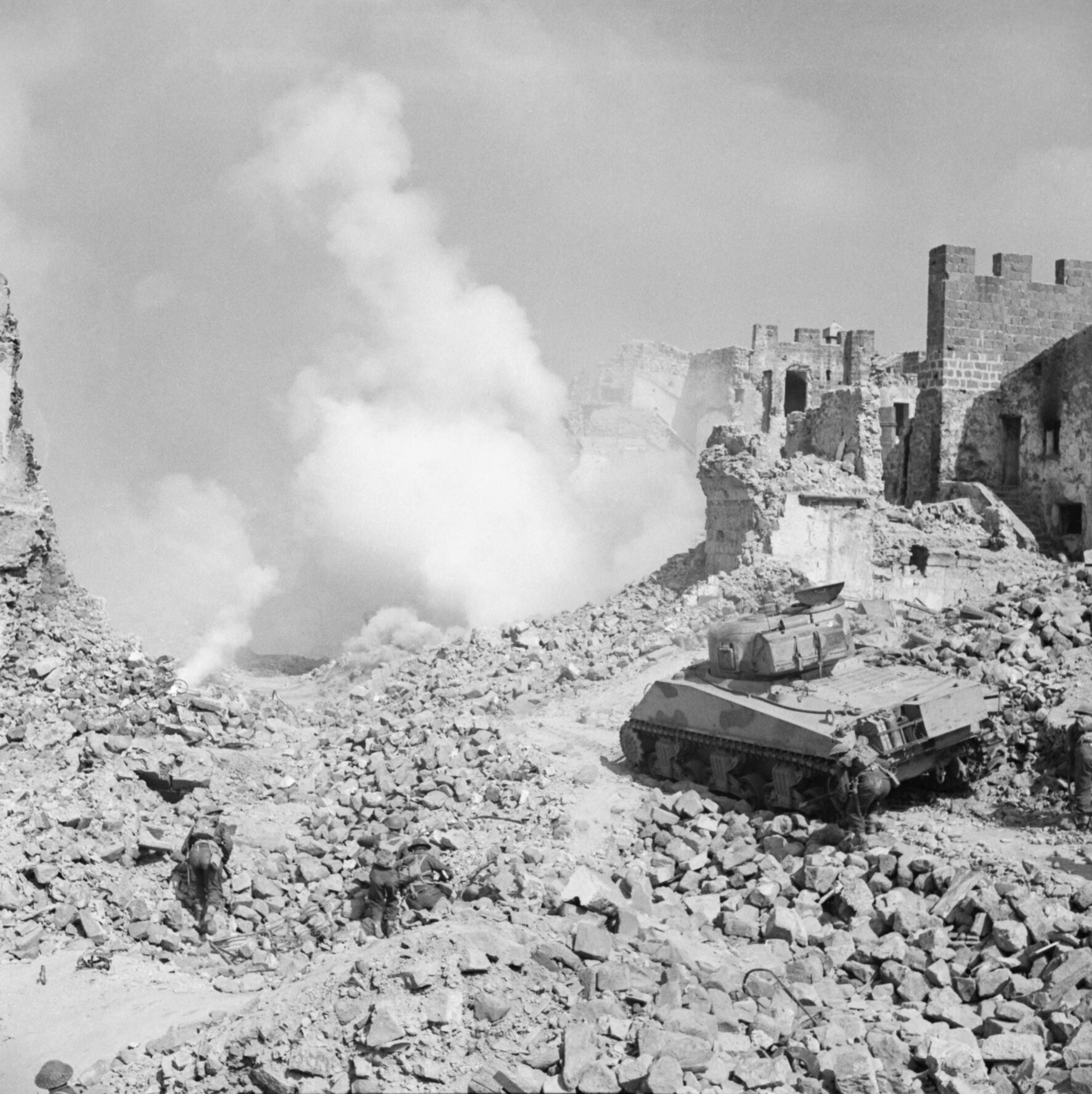
Un char Sherman du 19e régiment blindé (4e brigade blindée néo-zélandaise) soutenant l'infanterie de la 6e brigade d'infanterie néo-zélandaise, lors d'une reconstitution d'une action pendant la bataille de Monte Cassino (Italie), le 8 avril 1944.

En octobre et novembre 1943, les troupes néo-zélandaises de la 2e division néo-zélandaise se sont réunies à Bari, dans les Pouilles, quelques semaines après l'invasion alliée de l'Italie. En novembre, la division a traversé le fleuve Sangro en vue de percer la ligne allemande Gustave et rejoindre Rome, en capturant le village de Castel Frentano, dans les Abruzzes, le 2 décembre. La division a attaqué Orsogna le lendemain, avant d'être repoussée par la forte défense allemande. En janvier 1944, la 2e brigade d'infanterie est retirée de la ligne de front bloquée et transférée dans le secteur de Cassino, où d'autres troupes alliées sont embourbées dans des combats sanglants pour la position du Mont Cassin. Le 17 février, la division attaque Cassino, mais celle-ci est fermement défendue et se retire début avril. Cassino a finalement été capturé le 18 mai par des troupes britanniques et polonaises, avec le soutien d'unités d'artillerie néo-zélandaises. Le 16 juillet, la division a capturé Arezzo et a atteint Florence le 4 août. Fin octobre, ils avaient atteint le fleuve Savio et conquis Faenza le 14 décembre. Lors de l'opération Grapeshot, la dernière offensive alliée en Italie, la division a traversé la rivière Senio le 8 avril 1945, puis commencé sa dernière poussée à travers les rivières Santerno et Gaiana, pour finalement atteindre le fleuve Pô le jour de l'ANZAC 1945. La division a capturé Padoue le 28 avril 1945, traversé le fleuve Isonzo le 1er mai et atteint Trieste le lendemain, quelques jours avant la capitulation allemande.

### Campagne du Pacifique

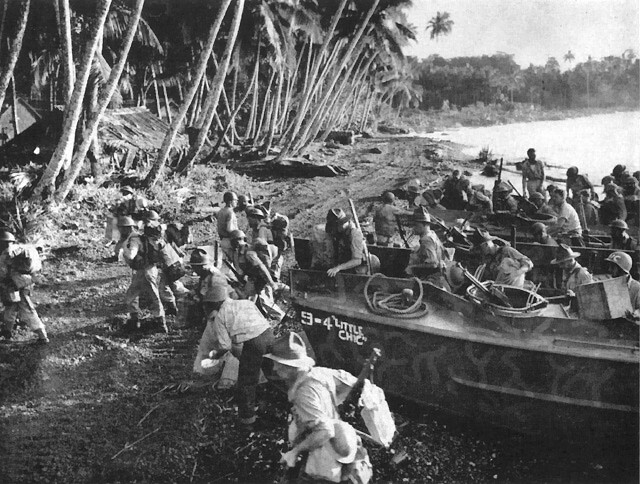
Troupes néo-zélandaises de la 3e division débarquant sur Vella Lavella, dans les Salomon (septembre 1943).

Lorsque le Japon est entré en guerre en décembre 1941, le gouvernement néo-zélandais a mobilisé une force expéditionnaire supplémentaire, connue sous le nom de 2e NZEF du Pacifique, ou 2e NZEF (IP), pour servir au sein du commandement du Pacific Ocean Areas. Cette force a complété les troupes de garnison existantes dans le Pacifique Sud. La principale formation de combat de la 2e NZEF (IP) comprenait la 3e division néo-zélandaise. Cependant, la 3e division n'a jamais combattu en tant que formation complète ; ses brigades composantes devinrent impliquées dans des actions semi-indépendantes dans le cadre des forces alliées dans les Salomon, à Vella Lavella, aux îles du Trésor et aux îles Green. Le Cabinet de guerre tint la division à deux brigades plutôt qu'à trois afin de limiter son utilisation, MacArthur militant lui pour une division complète. L'amiral Halsey, se disait « très déçu que la Nouvelle-Zélande ne puisse pas fournir une division avec trois brigades complètes ». Son adjoint admettra plus tard que la division fut la dernière des priorités de la Nouvelle-Zélande dans le Pacifique, après l'aviation, la marine et la production alimentaire. La préférence fut donnée à la deuxième division, sur les conseils de Churchill et Roosevelt. Cependant, la Nouvelle-Zélande bénéficia également 19 000 soldats en Nouvelle-Calédonie, aux Tonga, sur l'île Norfolk et aux Fidji en 1943 ; et le personnel de la Force aérienne composé de 3 000 hommes passerait à 6 000 à la disponibilité des avions, manquant actuellement. En Australie, la réaction de John Curtin (mais pas d'Evatt) au retrait de la troisième division fut accueilli par un sentiment d'animosité.
Finalement, les formations américaines ont remplacé les unités de l'armée néo-zélandaise dans le Pacifique, qui ont libéré du personnel pour servir dans la 2e division en Italie, ou pour couvrir les pénuries de main-d'œuvre civile. Les escadrons et les unités de la New Zealand Air Force et Navy Air Force ont continué de contribuer à la « campagne stratégique du saute-mouton » des îles alliées, plusieurs escadrons de la RNZAF soutenant les troupes terrestres australiennes à Bougainville.
Des sous-marins et raiders allemands et japonais ont opéré à plusieurs reprises dans les eaux néo-zélandaises entre 1940 et 1945, coulant un total de quatre navires pendant que des avions de reconnaissance japonais survolaient Auckland et Wellington en se préparant à une invasion japonaise planifiée de la Nouvelle-Zélande.
En 1945, Peter Fraser voulait contribuer à une force du Commonwealth contre le Japon, y compris une contribution de l'armée d'au moins deux groupes de brigade car « d'après l'expérience précédente [Première Guerre mondiale], les petites unités reçoivent les missions les plus périlleuses ou ne sont pas correctement soutenues ». Mais lors de l'élection partielle de Hamilton en 1945, le Parti national avait fait campagne pour retirer les troupes néo-zélandaises d'Italie et restreindre le rôle de la Nouvelle-Zélande dans la guerre du Pacifique à l'approvisionnement alimentaire. Dans un même temps, ils voulaient garder des troupes néo-zélandaises dans le Pacifique pour « avoir leur mot à dire » après la fin du conflit. Fraser a donc rencontré les chefs de l'opposition, Sidney Holland et Adam Hamilton (en), avant les élections partielles de Dunedin-Nord (1945), notant les divisions de son propre caucus. Holland convainc donc avec Fraser de ne pas évoquer la question (qui agiterait tout le pays) pendant la campagne électorale partielle, évoquant une division injuste de la Chambre à ce sujet. Lors d'une réunion semi-secrète (non diffusée) le 2 août, la Chambre accepta de participer à une force contre le Japon « dans la limite de nos ressources humaines restantes ». La proposition du Parti national au sujet de la réduction du total des forces armées à 55 000 hommes a finalement été acceptée.
Le Commonwealth Corps (en), prévu pour participer à l'opération Downfall, l'invasion alliée du Japon, aurait inclus des unités de l'Armée et de l'Air Force néo-zélandaises, les forces aériennes étant incluses dans la Tiger Force pour bombarder le Japon.
En 1945, certaines troupes récemment rentrées d'Europe avec la 2e division ont été enrôlées pour former une contribution (connue sous le nom de J-Force) à la Force d'occupation du Commonwealth britannique (BCOF) dans le sud du Japon. Le 14e escadron de la Force aérienne royale, équipé de chasseurs Corsair, et des navires de la marine royale, ont également rejoint le BCOF.

## Actions navales
Au début de la guerre en 1939, la Nouvelle-Zélande a contribué activement au renforcement de la division néo-zélandaise de la Royal Navy. De nombreux Néo-Zélandais ont servi aux côtés d'autres marins du Commonwealth à bord de navires de la Royal Navy et continueront de le faire tout au long de la guerre.
Le HMNZS Achilles participa à la première bataille navale majeure du conflit, la bataille du Rio de la Plata le 13 décembre 1939, au sein d'une petite force britannique contre le cuirassé de poche allemand Admiral Graf Spee. L'action entraîna le repli du navire allemand vers l'Uruguay neutre et son sabordage quelques jours plus tard.
Un autre croiseur, le HMNZS Leander, détruisit le croiseur auxiliaire italien Ramb I au large des Maldives le 27 février 1941. La Division néo-zélandaise de la Royal Navy devint la Royal New Zealand Navy lorsque le roi George VI renomma la composante navale le 1er octobre 1941.

### La guerre navale contre le Japon

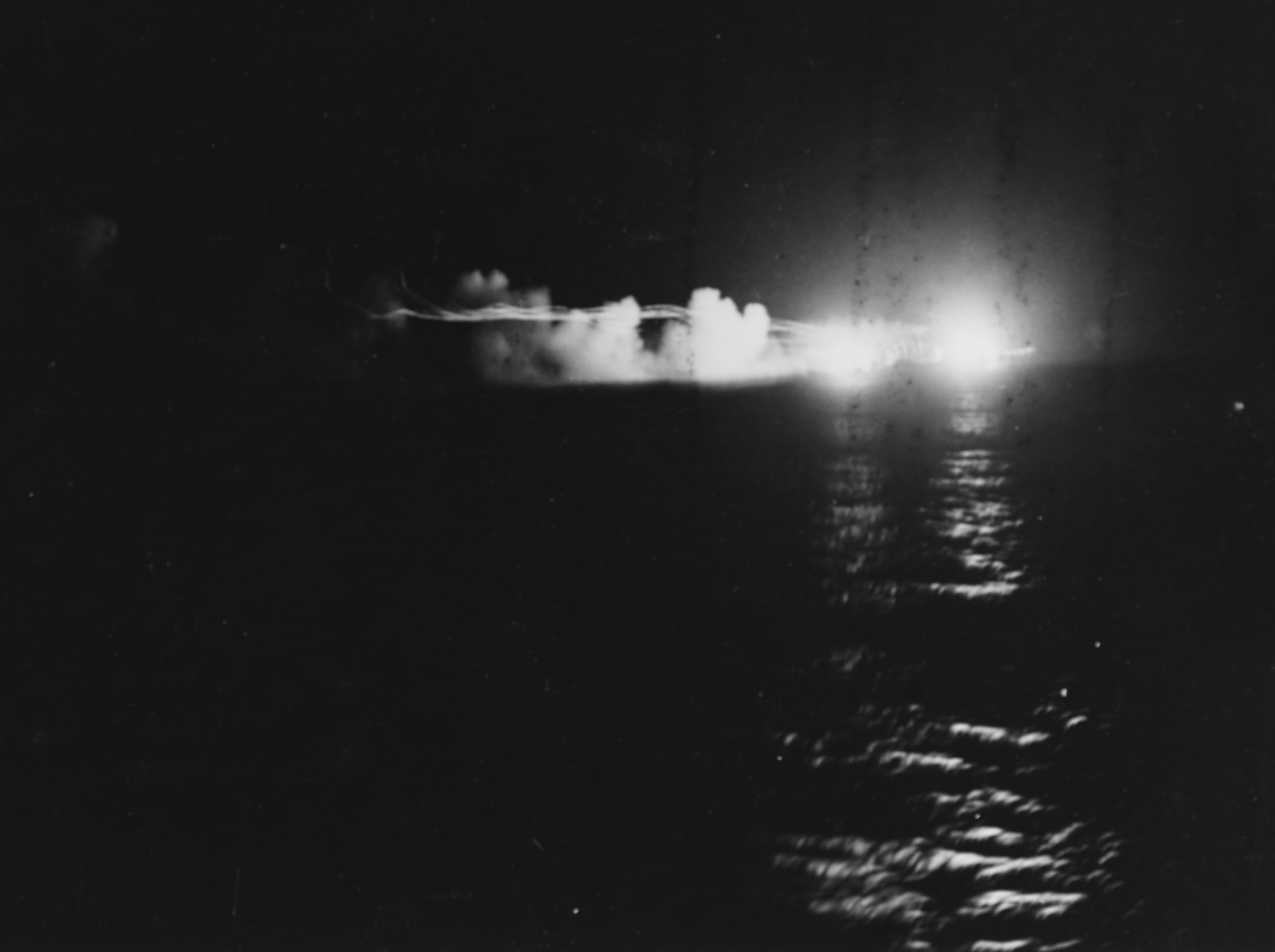
Le HMNZS Leander tirant sur le croiseur japonais Jintsu pendant la bataille de Kolombangara en juillet 1943.

Le 13 décembre 1939, la Nouvelle-Zélande déploie ses forces navales contre l'Allemagne et l'Italie. Premier navire en action contre le Japon, le dragueur de mines HMNZS Gale, déployé aux Fidji, y arriva le jour de Noël 1941. Les HMNZS Rata et Muritai le rejoignit en janvier 1942, suivis des corvettes HMNZS Moa, HMNZS Kiwi et HMNZS Tui, afin de former une flottille de déminage.
Les Achille, Leander et HMNZS Monowai ont initialement servi d'escorte de convois de troupes dans le Pacifique au début de 1942. En janvier 1942, le Monowai engagea sans succès un sous-marin japonais au large des Fidji. Le 4 janvier 1943, un bombardier japonais a détruit la casemate de tir arrière du Achille au large de Guadalcanal. En janvier 1943, les dragueur de mines Kiwi et Moa ont affronté le sous-marin japonais I-1 beaucoup plus imposant. Incapable de l’éperonner, il est percuté à trois reprises par le Kiwi, n'ayant plus la capacité de plonger. Le Moa l'a ensuite chassé sur un récif, où il sera ultérieurement détruit. En avril 1943, une attaque aérienne coula le Moa dans le port de Tulagi, dans les Salomon. Le Tui a participé au naufrage du sous-marin I-17, avant de rejoindre le Kiwi en redéploiement en Nouvelle-Guinée, tandis que la corvette HMNZS Arabis rejoindra les îles Ellice.
Le Leander a aidé à couler le croiseur Jintsu lors de la bataille de Kolombangara dans la nuit du 11 au 12 juillet 1943. Endommagé par une torpille japonaise lors de l'engagement, le Leander se retira à Auckland pour des réparations.
Le croiseur HMS Gambia bombarda Sabang (à Sumatra) en juillet 1944, et, en compagnie du Achille remis en service, il rejoindra la British Pacific Fleet, plus tard renforcé par la corvette HMNZS Arbutus. La flotte détacha l'Achille pour remorquer le destroyer endommagé Ulster jusqu'au navire-hôpital néo-zélandais Maunganui aux Philippines. Les Gambie et Achille ont bombardé des positions japonaises à Sakishima en mai 1945. Ils étaient soutenus par 100 Néo-Zélandais du Fleet Air Arm, opérant à partir de transporteurs britanniques. L'Achille a quitté la flotte pour l'île de Manus le 10 août. Le Gambia, à l'ancrage au large de Tokyo le jour de la reddition, fut attaqué par un avion japonais alors qu'il transmit le signal « Cessez les hostilités » — avec l'aide des navires environnants, le croiseur léger abattit l'avion mais fut touché par les débris.
Le Gambia représenta la Nouvelle-Zélande lors des cérémonies de reddition dans la baie de Tokyo le 2 septembre 1945, en restant au sein de la force d'occupation. Le vice-maréchal de l'Air Leonard Monk Isitt (en) signa le document de cession au nom de la Nouvelle-Zélande.
Douze entreprises néo-zélandaises ont également construit les petits navires militaires pour les 80e et 81e Motor Launch Flotillas au début de 1944. À la fin de la guerre, la RNZN posséda 60 navires, pour la plupart des embarcations légères.

## LaRoyal New Zealand Air Forcependant la Seconde Guerre mondiale

### Théâtre européen

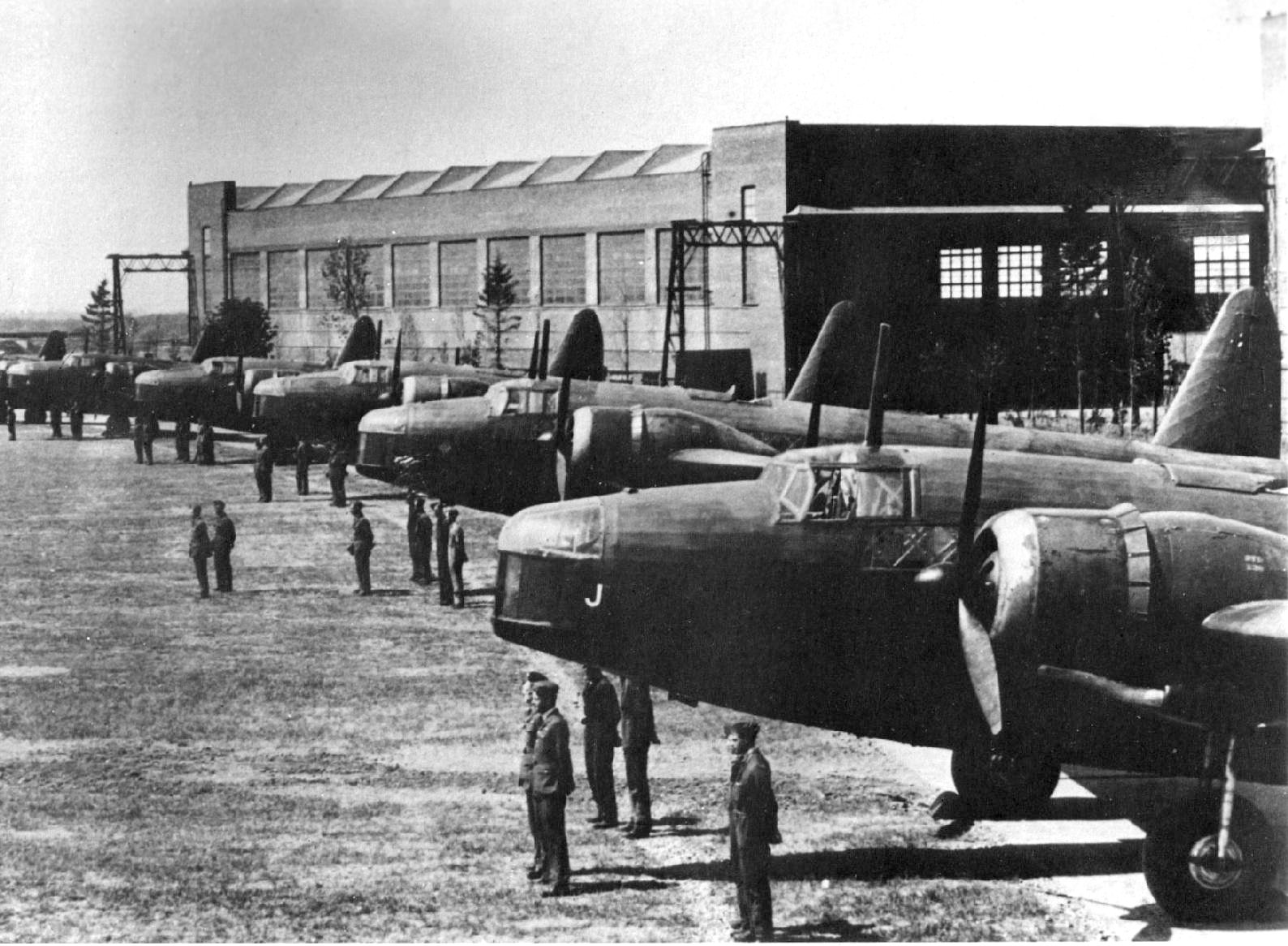
Wellington de la RNZAF en Angleterre, août 1939.

Au début de la Seconde Guerre mondiale, la Force aérienne royale néo-zélandaise (RNZAF) avait pour équipement principal 30 bombardiers Vickers Wellington, que le gouvernement néo-zélandais offrit au Royaume-Uni en août 1939, ainsi que les équipages pour les piloter.

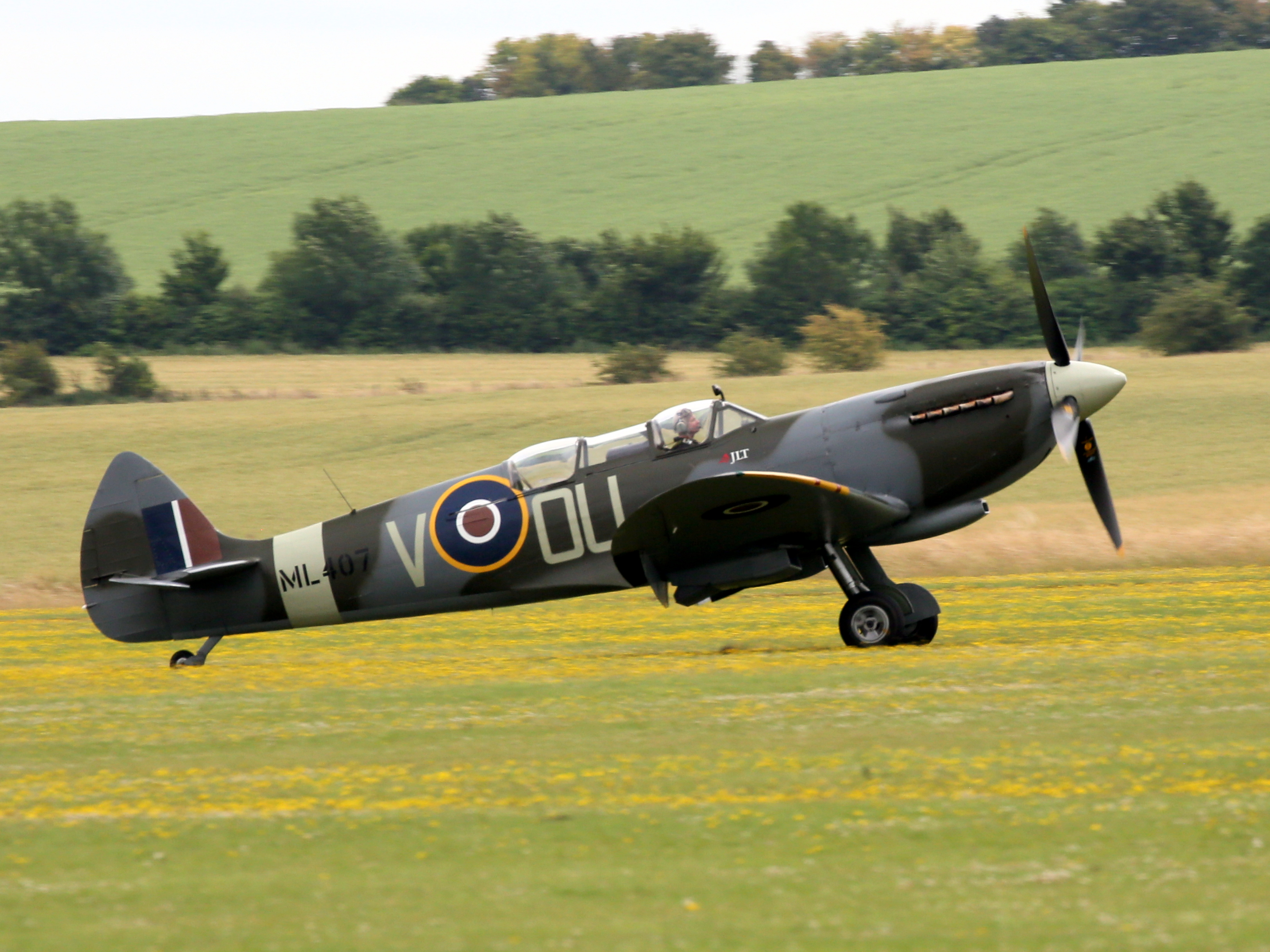
Spitfire du escadron (NZ) restauré.

De nombreux autres Néo-Zélandais ont également servi dans la RAF. En effet, le pays n’exigeait pas de rejoindre exclusivement les escadrons de la RNZAF, le nombre de pilotes et le rythme d'apprentissage était plus rapide que pour les autres dominions. Une centaine de pilotes de la RNZAF avaient rejoint l'Europe au début de la bataille d'Angleterre, et plusieurs y avaient joué un rôle notable.
La Force aérienne royale néo-zélandaise tira profit de la distance entre le pays et le théâtre de guerre en formant le personnel navigant dans le cadre de l'« Empire Air Training Scheme », aux côtés des autres grandes anciennes colonies britanniques, du Canada, de l'Australie et de l'Afrique du Sud. De nombreux Néo-Zélandais ont suivi leur formation avancée au Canada. Les entreprises locales ont fabriqué ou assemblé un grand nombre d'avions d'entraînement De Havilland Tiger Moth, Airspeed Oxford et North American Texan, et la RNZAF a également acquis des biplans d'occasion tels que les Hawker Hind et Vickers Vildebeest, ainsi que d'autres types d'aéronefs pour des formations spécialisées, notamment les Avro Anson et Supermarine Walrus. Ce n'est que lorsque les croiseurs auxiliaires de surface allemands ont opéré dans la zone que les autorités militaires ont réalisé la nécessité d'une force de combat en Nouvelle-Zélande en plus des avions d'entraînement.

#### Escadrons néo-zélandais de la RAF

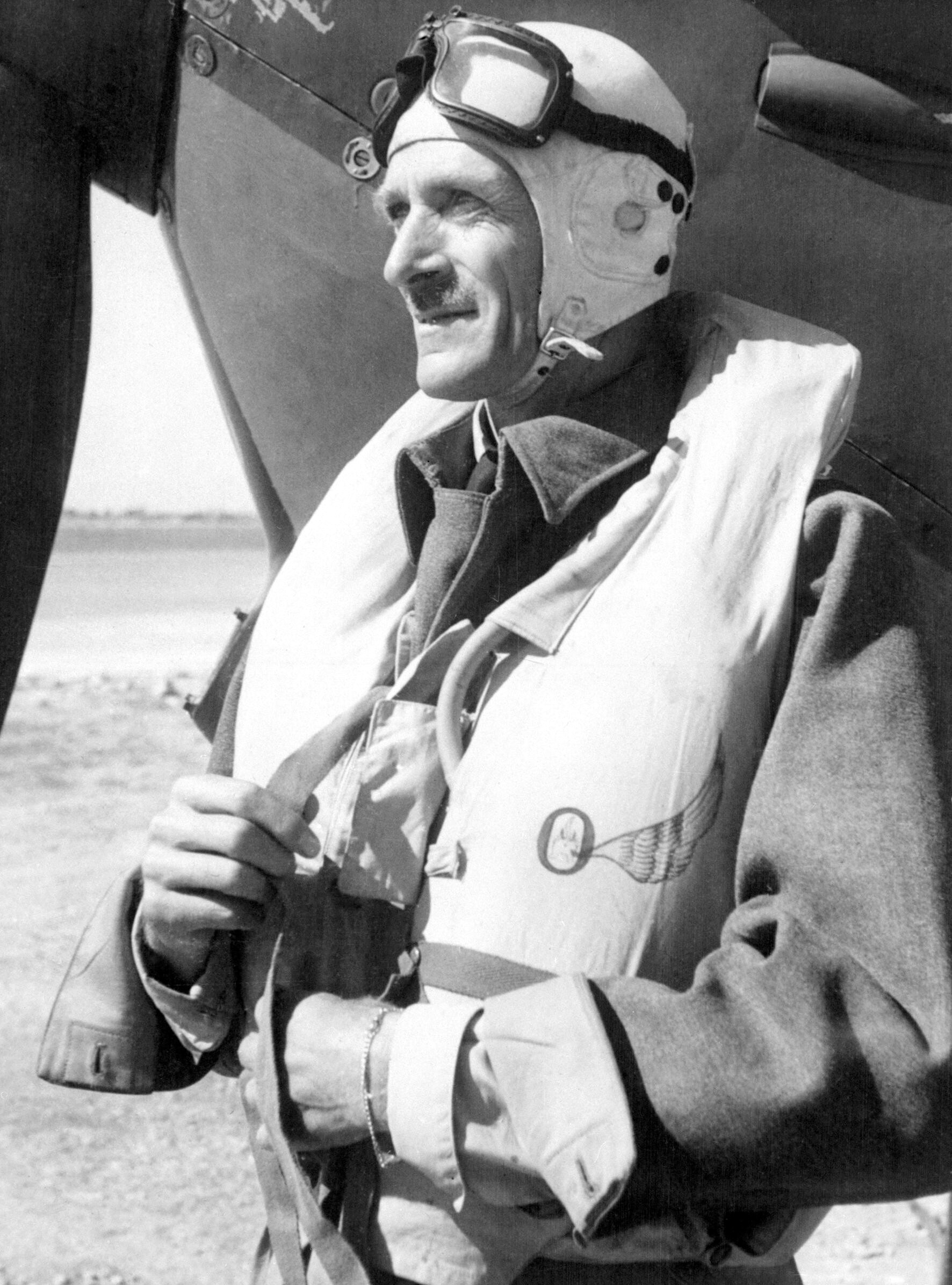
LAir chief marshal Keith Park, commandant néo-zélandais lors de la bataille d'Angleterre.

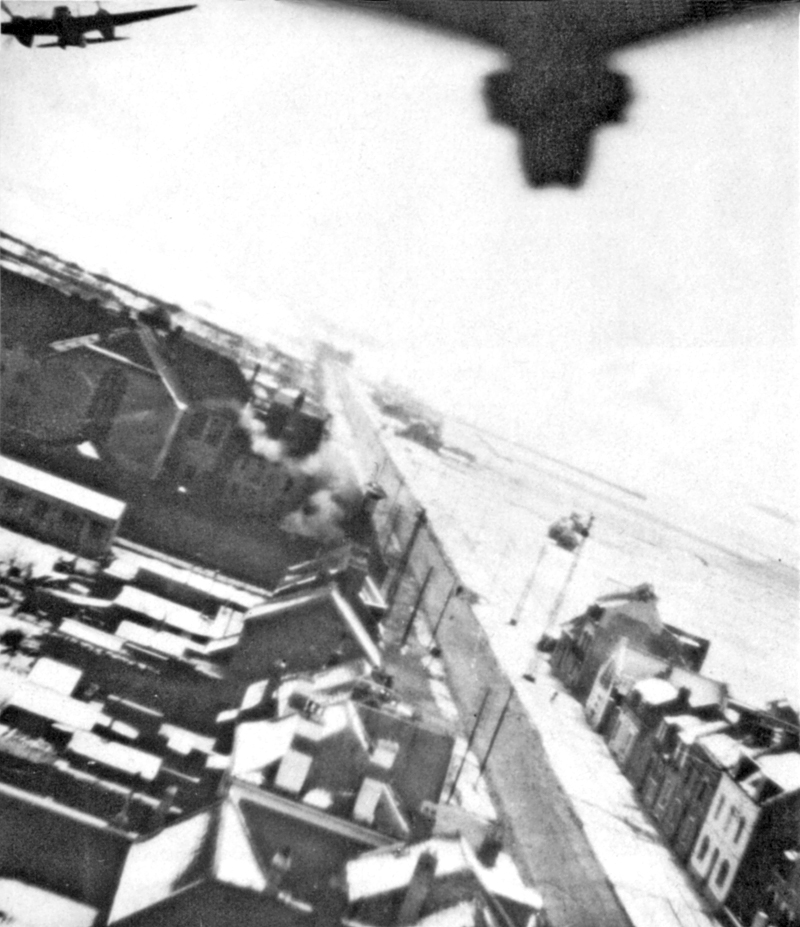
De Havilland DH.98 Mosquito néo-zélandais au-dessus d'Amiens lors de l'opération Jericho.

Une fois entraînés, la majorité des équipages de la RNZAF ont servi dans des unités ordinaires de la RAF ou du Fleet Air Arm. Comme pendant la Première Guerre mondiale, ils ont servi dans tous les théâtres et 78 d'entre-eux deviendront des as de l'aviation. Les Néo-Zélandais de la RNZAF et de la RAF comprenaient des pilotes tels que le premier as de la RAF de la Seconde Guerre mondiale, le Flying officer Edgar Kain, Alan Christopher Deere, dont l'ouvrage Nine Lives fut l'un des premiers récits de combat d'après-guerre ; et des leaders tels que l'as de la Première Guerre mondiale, l'Air Chief Marshal Keith Park, qui commandait le 11e Group, était responsable de la défense de Londres lors de la bataille d'Angleterre, de la défense aérienne de Malte et de la RAF en Asie du Sud-Est aux derniers stades de la guerre.
Par accident ou par conception, plusieurs unités de la RAF sont devenues majoritairement dirigées par des pilotes de la RNZAF (notamment les 243e Escadron de la RAF à Singapour, le 258e Escadron de la RAF au Royaume-Uni et plusieurs unités Wildcat et Hellcat de la FAA — ce qui a amené certains textes à affirmer que ces types d'avions étaient utilisés exclusivement par la RNZAF).

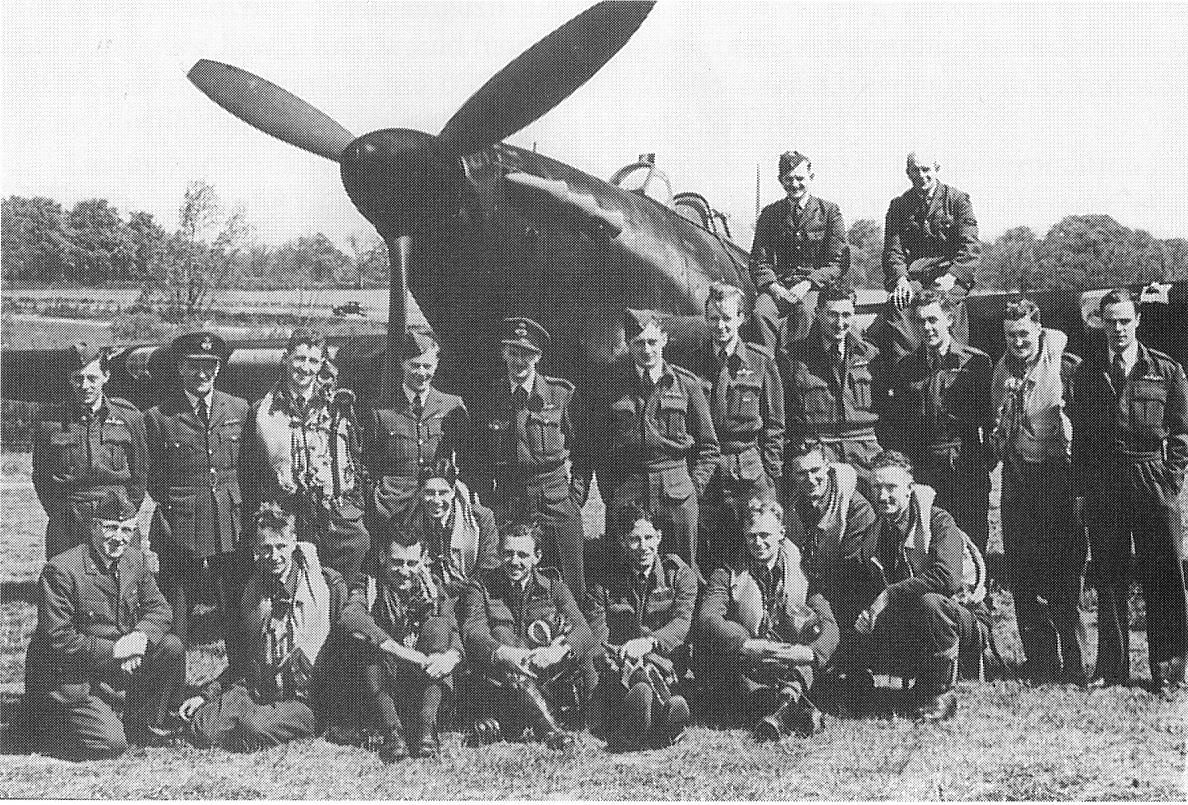
Les pilotes de chasse de nuit d'un Huricane du escadron à la base militaire de Wittering en 1942.

La Royal Air Force a délibérément mis de côté certains escadrons pour les pilotes originaires de certains pays. Le premier d'entre-eux, le 75e escadron, comprenait les Wellington et les pilotes prêtés par la Nouvelle-Zélande en août 1939, qui ont ensuite piloté des Short Stirling, Avro Lancaster et Avro Lincoln. Les autres escadrons néo-zélandais au sein de la RAF comprenaient les 485e, qui ont piloté des Supermarine Spitfire tout au long de la guerre, 486e (Hawker Hurricane, Hawker Typhoon et Hawker Tempest), 487e (Lockheed Ventura et De Havilland DH.98 Mosquito), 488e (Brewster F2A Buffalo, Hurricane, Bristol Beaufighter et De Havilland DH.98 Mosquito), 489e (Bristol Blenheim, Bristol Beaufort, Handley Page Hampden, Beaufighter et Mosquito) et 490e (Consolidated PBY Catalina et Short S.25 Sunderland).

### La RNZAF dans le Pacifique
La présence de raiders allemands a conduit à la formation d'unités de combat aérien basées en Nouvelle-Zélande — utilisant initialement des types réarmés comme le Vickers Vildebeest, et convertissant rapidement des avions de ligne tels que le De Havilland DH.86 pour transporter des bombes. La RNZAF a obtenu des Lockheed Hudson au début de 1941 pour assurer ce type de mission. Le 5e escadron, comprenant des Vickers Vildebeest et Short Singapore, a été envoyé aux Fidji pour protéger cette colonie.

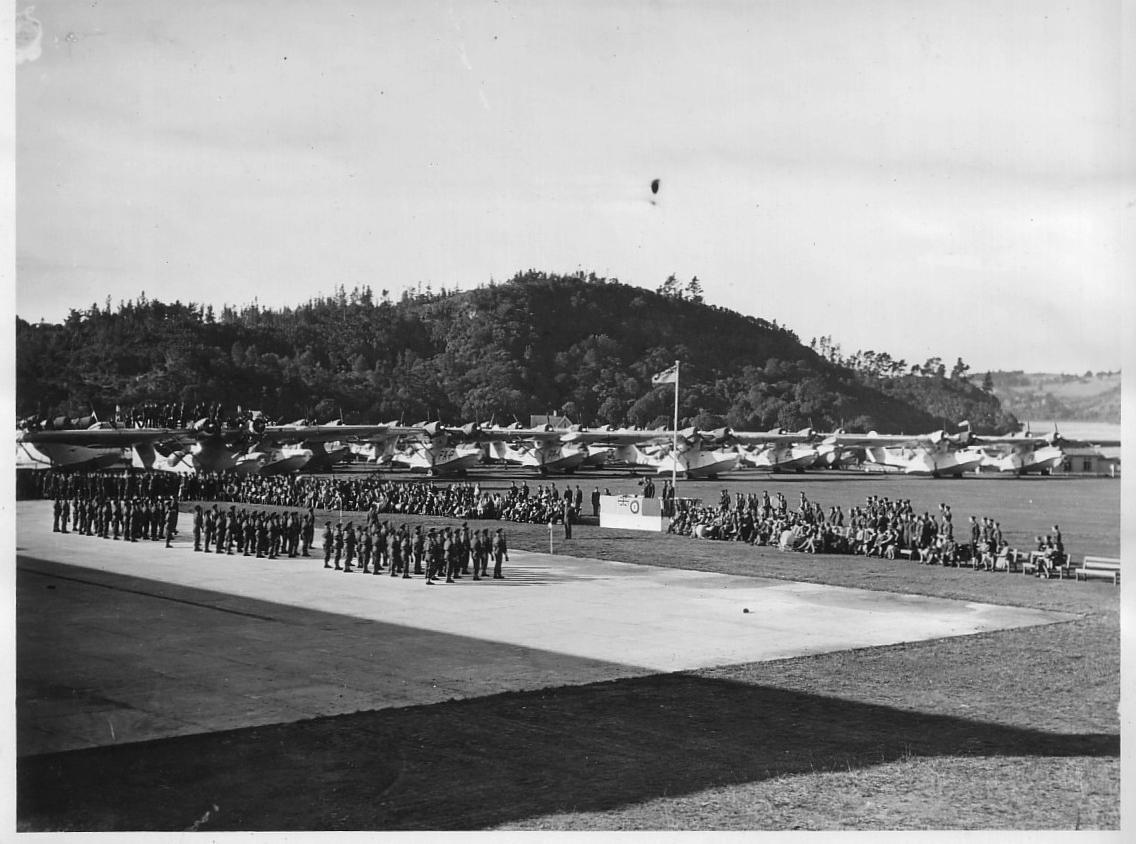
Hydravions du 5e escadron de la RNZAF.

En décembre 1941, le Japon a attaqué et rapidement conquis une grande partie de zone au nord de la Nouvelle-Zélande. La Nouvelle-Zélande dût forcément se tourner vers sa propre défense et aider la « mère patrie ». Des avions d'entraînements en Nouvelle-Zélande tels que le North American T-6 Texan, le Hawker Hind et même le De Havilland DH.82 Tiger Moth ont été camouflés et armés. Les Hudson ont été déployés, tandis que le 5e escadron aux Fidji débuta ses opérations contre les Japonais malgré son équipement obsolète.
La marine impériale japonaise a démontré la vulnérabilité de la Nouvelle-Zélande lorsque des hydravions japonais lancés par des sous-marins ont survolé Wellington et Auckland en 1942. En mars, un hydravion Glen du I-25 a survolé Wellington le 8 mars et Auckland le 13 mars, puis Suva (Fidji) le 17 mars. Le sous-marin n'a pas été localisé par le traversier Wellington-Nelson lorsqu'il naviguait en surface du détroit de Cook une nuit de pleine lune. En mai, un hydravion de l'I-21 a survolé Suva le 19 mai puis Auckland le 24 mai. Perdu dans un épais brouillard, le pilote a été aidé par le personnel de l'aéroport qui a entendu un avion apparemment en difficulté et a allumé les feux de piste, permettant ainsi au pilote de retrouver ses repères.
Face à l'indisponibilité du nombre d'avions aptes au combat et la Grande-Bretagne ne pouvant leur porter assistance, la Nouvelle-Zélande a bénéficié de l'accord de prêt-bail entre les États-Unis et le Royaume-Uni. Progressivement, l'Amérique a fourni au pays des avions destinés au théâtre du Pacifique. Les premiers appareils comprenaient des modèles obsolètes comme le Brewster F2A Buffalo, qui n'étaient pas à la hauteur des pilotes japonais qualifiés et bien équipés, bien qu'il ait été utilisé avec succès par Geoffrey Fisken (en), le meilleur as de la Nouvelle-Zélande et du Commonwealth dans le Pacifique.

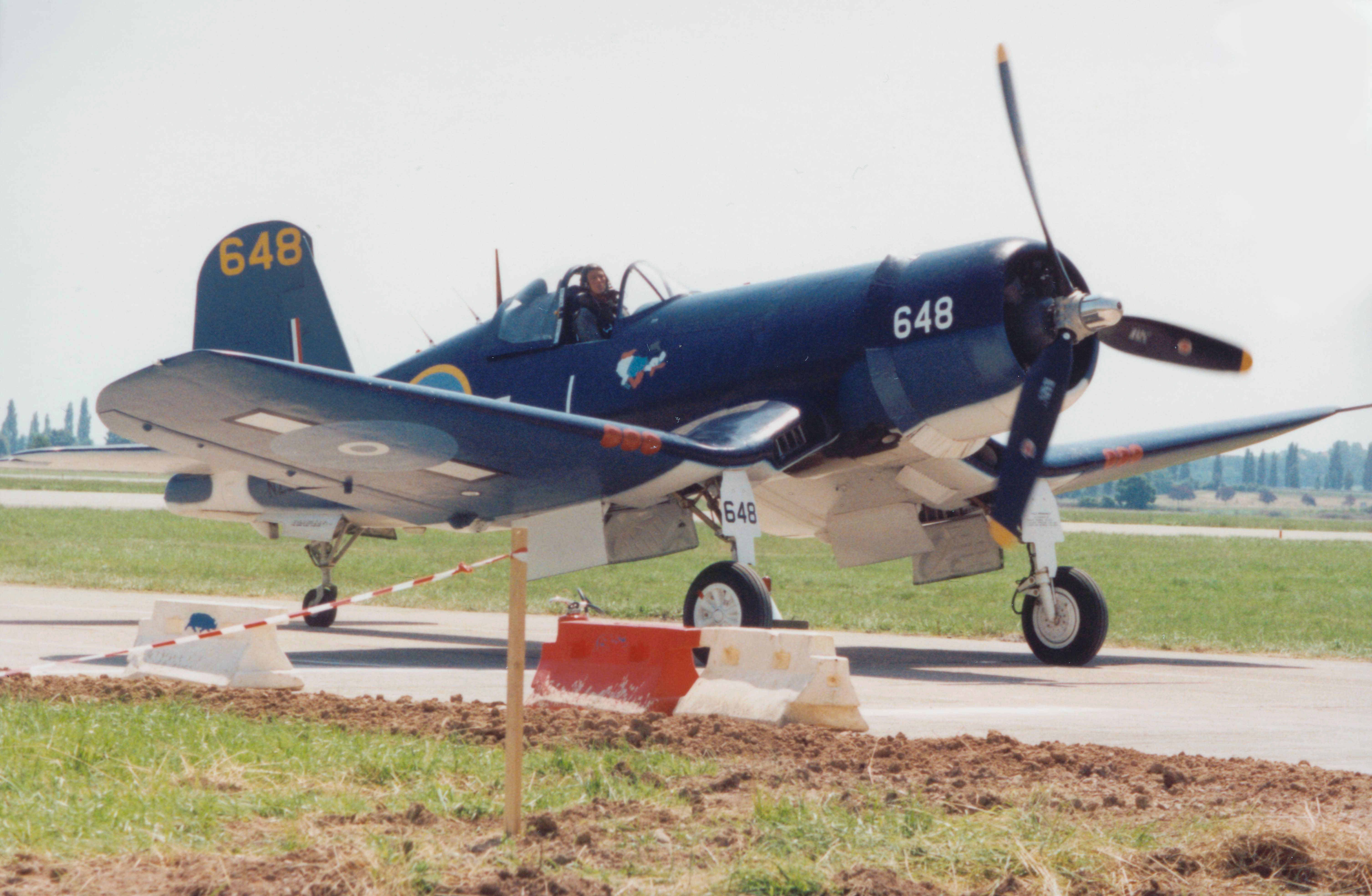
Un Corsair de la RNZAF restauré.

À partir du milieu de 1943 à Guadalcanal, particulièrement les escadrons n ° 15 et n ° 14, plusieurs unités Kittyhawks ont combattu avec distinction. D'autres escadrons ont piloté le Douglas SBD Dauntless, désuet mais efficace, puis le grand et moderne bombardier-torpilleur Grumman TBF Avenger.
Le RNZAF a également assumé une grande partie de la tâche de reconnaissance maritime, avec des hydravions Catalina (puis Sunderland) et des bombardiers Hudson.
Le rôle de la RNZAF a changé à mesure de l'évolution de la défensive mise en place par les alliés. Les Américains, éminents parmi les nations alliées du Pacifique, prévoyaient de contourner les principaux bastions japonais, mais de capturer une poignée de bases insulaires pour fournir une chaîne d'approvisionnement pour une éventuelle attaque contre le Japon lui-même (voir stratégie du saute-mouton). L'avance alliée débuta à partir du Pacifique Sud ; la RNZAF fit partie de la force chargée de sécuriser la ligne de progression en neutralisant les bastions japonais contournés.
À mesure de la progression de la guerre, des avions modernes plus puissants ont remplacé les types plus anciens. Les Kittyhawks ont cédé la place aux Corsair, les Hudsons par des Ventura. À son apogée dans le Pacifique, la RNZAF comptait 13 escadrons de chasseurs Corsair, six Ventura, deux Catalina, Avenger et C-47 Dakota, utilisant des bombardiers en piqué Dauntless, des escadrons de transport et de communications mixtes, un Short Sunderland et près de 1 000 aéronefs d'entraînement. En 1945, la RNZAF comptait plus de 41 000 membres du personnel, dont un peu plus de 10 000 membres d'équipage qui ont servi dans la RAF en Europe et en Afrique.

## Services de renseignement et forces spéciales
La Nouvelle-Zélande possédaient un « Combined Intelligence Center » à Wellington. En 1942, des documents du centre au C-in-C, de l'Eastern Fleet à Colombo et du renseignement des signaux de la Royal Navy à Anderson ont été capturés sur le bateau à vapeur australien Nankin lorsqu'il a été intercepté dans l'océan Indien par le raider allemand Thor,.
Dans les années 1930, la division néo-zélandaise de la Royal Navy a créé une chaîne de stations radiogoniométriques (D / F) depuis les plaines d'Awarua à Southland, Musick Point (en) près d'Auckland, Waipapakauri à l'extrême-nord et Suva, aux Fidji. Des stations d'interception radio ont également été mises en place à Awarua, Suva, Nairnville à Khandallah, près de Wellington, et à partir de 1943 le HMNZS Irirangi à Waiouru. Les transmissions ont été envoyées au Far East Combined Bureau via le bureau de la Marine à Wellington.
Le réseau néo-zélandais de stations d'interception radio et D / F a envoyé son matériel au Bureau central de Brisbane, bien que sa principale zone de combats soit en dehors de la SWPA. Le réseau a été mis en place en 1943 par une organisation de Radio Finger-Printing (RFP) dirigée par le WRENS local. Celles-ci ont été précieuses pour identifier les sous-marins japonais. C'est la DP qui alerta les dragueurs de mines HMNZS Kiwi et HMNZS Moa, ayant attaqué et éperonné le sous-marin japonais I-1, qui acheminait des fournitures à Guadalcanal le 29 janvier 1943.
En 1943, l'opération néo-zélandaise (navale) était dirigée par un lieutenant Philpott assisté du professeur Campbell (professeur de mathématiques à l'Université Victoria de Wellington), accompagné d'un interprète japonais civil à temps partiel et deux assistantes, « toutes deux de capacité supérieure à la moyenne et l'un d'eux connaissait un peu le japonais ».

## Recherches

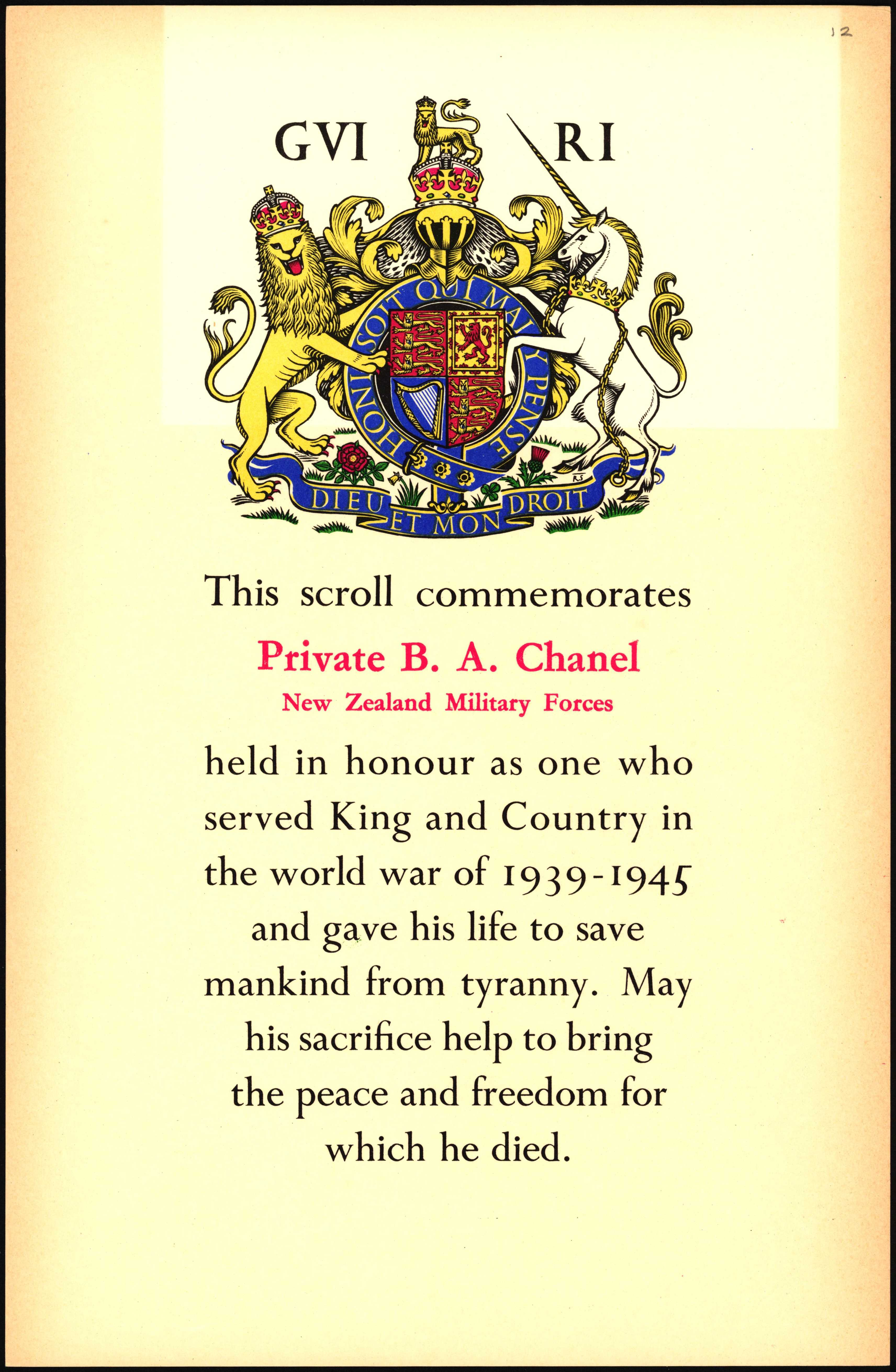
Rouleau commémoratif des forces militaires néo-zélandaises lors de la Seconde Guerre mondiale, BA Chanel, 1945

Plusieurs projets de recherche militaire ont été menés en Nouvelle-Zélande pendant la Seconde Guerre mondiale, notamment un projet conjoint États-Unis / Nouvelle-Zélande en 1944-1945 appelé « Project Seal » pour développer une bombe tsunami (en). Le projet a été abandonné début 1945, malgré le succès des tests réalisés.